# الضياع (فلم)
الضياع هو فيلمٌ لبنانيٌ أُنتج عام 1971.

## قصة الفيلم
وجيه حمدي (غسان مطر) صحفي يهتم بقضايا الشباب الضائع في الملاهي. وهو ينتقد بشكل خاص المليونير سامي إبراهيم (رشدي أباظة)، وهو زئر نساء ماجن. وقد حاول سامي إثناء وجيه عن انتقاده بالترغيب والترهيب دون جدوي.
في المقابل فإن وجيه تجمعه علاقة حب بالممرضة إلهام (ناهد شريف)، لكنه لا يريد الزواج حالياً لسبب لا تعلمه وهو أنه يرغب أن تُشفى أخته سلوى (سميرة أحمد) من الشلل الذي أصابها بسبب صدمةٍ نفسيةٍ. وفي هذه الأثناء يقوم سامي بإرسال صديقته نوال (نادية الجندي) إلى وجيه على أنها السيدة اعتماد التي ترغب أن تتبرع لمستشفى الشلل. تحاول اعتماد إقناع إلهام أن تترك وجيه دون جدوى.
يذهب وجيه إلى مصر لفتح مكتب للمجلة هناك، وبالصدفة يقوم سامي بإنقاذ سلوى، أخت وجيه، من حادث سيارة. ومن ثمّ بدأ الانجذاب بين سامي وسلوى، مما حسن صحتها النفسية وساعد في علاجها، ولذلك نصحه الدكتور سعيد (عماد حمدي) بالاستمرار في العلاقة لتتحسن صحة سلوى.

## إنتاج الفيلم
رغم أن اسم فارس واكيم شارك في تأليف الفيلم، لكنه أنكر القصة عندما رآها على الشاشة بسبب التغيير الكبير الذي حدث لها!

## وصلات خارجية
- مقالات تستعمل روابط فنية بلا صلة مع ويكي بيانات
- الضياع على موقع كاروهات